# Kdebindings
kdebindingsは様々なプログラミング言語でKDEアプリケーションを開発するためのKDEのパッケージである。

## 概要
kdebindingsによりKDE4で利用できるようになるプログラミング言語に Python、RubyやC#などがある。PythonバインディングはPyKDE 、RubyバインディングはKorundum、C#バインディングはKimonoである。Qtライブラリで、これらに対応するものはそれぞれ、PyQt、QtRuby、Qyotoである。これ以外にもPHP、LuaやVisual Basic似のKBasicのサポートが開発されている。
これらの言語バインディングを提供するために、SMOKE、Kross、QtScriptやSIPが使われている。SmokeはQtRuby、PerlQtやQyotoで利用されているライブラリである。Krossスクリプトフレームワーク用のPython、Ruby、Java のプラグインはそれぞれ、KrossPython、KrossRuby、KrossJavaと呼ばれている。

## KDE4
KDE3で用いられていた DCOPバインディングであるdcopperl、dcoppython、dcopc、dcopjavaはそれぞれD-Busを用いたperldubs、pythondbus、qdbusと、QtJambiで置き換えられた。JavaScriptをサポートするkjsembedはKDELibsに移動した。